# Distrito Administrativo Oriental
El Distrito Administrativo Oriental (del ruso: Восто́чный администрати́вный о́круг, Vostochny administrativny okrug'), es uno de los doce distritos (okrugs) administrativos de Moscú, Rusia. Fue fundado en 1991 y tiene una superficie de 154,835 kilómetros cuadrados. A su vez, dentro del distrito administrativo hay dieciséis distritos:
- Bogorodskoye
- Veshnyaki
- Vostochnoye Izmaylovo
- Vostochny
- Golyanovo
- Ivanovskoye
- Izmaylovo
- Kosino-Ukhtomsky
- Metrogorodok
- Novogireyevo
- Novokosino
- Perovo
- Preobrazhenskoye
- Severnoye Izmaylovo
- Sokolinaya gora
- Sokolniki